# Weltkunst
Weltkunst ist der Titel einer in Berlin erscheinenden Zeitschrift, die sich mit dem Thema Kunst beschäftigt und den Untertitel „Das Kunstmagazin der ZEIT“ trägt. Sie wird 14-mal jährlich vom Zeitverlag publiziert und existiert seit 1930. Als Schwestertitel erscheinen Weltkunst contemporary sowie die Weltkunst Kunststadt-Reihe, die der Wochenzeitung Die Zeit beiliegt. Chefredakteurin ist seit 2012 Lisa Zeitz, ihre Vorgänger waren Holger Christmann, Martin Tschechne und Gloria Ehret, die nun zusammen mit Christoph Amend Herausgeberin ist. Der Verlagsleiter ist Darwin Santo.

## Geschichte
1927 gründete der Kunstkritiker Walter Bondy das Berliner Wochenblatt Die Kunstauktion, die am 28. September 1930 durch J. I. von Saxe in Weltkunst umbenannt wurde. Thema war der deutsche, aber auch internationale Kunstmarkt, den auch das regelmäßige englische Supplement abdeckte.
1934 übernahm Carl August Breuer die Leitung der Weltkunst. Er verlegt als Folge der durch die Nationalsozialisten eingeführten „Gleichschaltung des Kunst & Antiquitätenhandels sowie der verwandten Branchen“ seinen Wohnsitz nach Paris, wo er mit seinen Freunden den Verlag „Edition Art et Technique“ gründete und die Zeitschrift Beaux Arts du Monde herausgab.
Das Erscheinen der Zeitschrift wurde im Zweiten Weltkrieg erst mit dem 30. September 1944 eingestellt. Die erste Nummer der Weltkunst nach dem Krieg wurde im Jahr 1949 nach Erteilung der Generallizenz durch die Alliierten gedruckt; Verlagsort war nun München.
Seit 1979 gehörte die Zeitschrift zum Axel-Springer-Verlag, 2003 wechselte der Verlag zum Investor Arques, der ihn im Jahr 2005 weiterverkaufte. Seitdem erscheint sie in der Zeitverlag-Beteiligungs-GmbH & Co. KG, einer 100-prozentige Tochter des Zeitverlags in Hamburg, dem Eigentümer der Wochenzeitung Die Zeit. Die Zeitverlag-Beteiligungs-GmbH & Co. KG wurde im Dezember 2008 in ZEIT Kunstverlag GmbH & Co. KG umbenannt. Zum Jahreswechsel 2011/2012 sind die Verlagsbereiche von München nach Hamburg verlegt worden, die Redaktionen der Weltkunst und der Kunst und Auktionen befinden sich seither in Berlin.
2015 veröffentlichte die Zeitschrift den Kunstkompass.

## Inhalt

Weltkunst-Ausgaben aus dem Jahr 2020

Thema der Zeitschrift ist die Bildende Kunst von der Antike bis zu den Zeitgenossen. Beiträge zu Kunstmessen, Ausstellungen und Auktionen sowie Hintergrundberichte beschäftigen sich mit verschiedenen Themen rund um Kunst, Künstler und Antiquitäten.
Ein Abbildungs-Index wurde von Thomas Leon Heck erstellt und veröffentlicht (2. Auflage. 1997).
Die Zeitschrift ist ein führendes Medium für Kunst im deutschsprachigen Raum und wird überwiegend von Kunstliebhabern, Kunstsammlern, Kunsthändlern, Galeristen, Auktionatoren und Künstlern gelesen.

## Mitarbeiter
- Rosa Schapire (* 1874; † 1954)
- Kurt Kusenberg, Pseudonyme: Hans Ohl und Simplex (* 1904; † 1983)
- Fritz Neugass, Pseudonyme: François Neuville und Friedrich Brenatano (* 1913; † 1979)
- Dietmar Zoedler (* 1921; † 2018)
- Gerd Presler (* 1937)
- Hans-Ulrich Obrist (* 1968)
- Tillmann Prüfer (* 1974)
- Elisabeth von Thurn und Taxis (* 1982)
- Daniel Schreiber (* 1977)[6]